# برون آندر وایلد
برون آندر وایلد (به آلمانی: Brunn an der Wild) یک منطقهٔ مسکونی در اتریش است که در ناحیه هورن واقع شده‌است. برون آندر وایلد ۸۶۶ نفر جمعیت دارد.